# Kiko Pedrozo
Kiko Pedrozo (* 1955 in Asunción) ist ein paraguayischer Harfenist und Sänger.

## Leben und Wirken
Kiko Pedrozo begann im Alter von acht Jahren auf Wunsch seines Vaters paraguayische Harfe zu spielen. Im Alter von elf Jahren begleitete er seinen Vater und zwei seiner Schwestern bei Engagements in Paraguay, wo sie mit paraguayischer Folklore auftraten. 
1976 ging er nach Europa, zunächst nach Spanien und 1978 nach Deutschland. Er spielte bei Fernsehauftritten und Plattenaufnahmen unter anderem mit Caterina Valente und Roberto Blanco. Mehrere Jahre spielte er Harfe bei paraguayischen Ensembles. Anfang der 1990er Jahre lernte er den deutschen Singer-Songwriter Franz Benton kennen, durch den er sein musikalisches Spektrum durch Pop- und Rockmusik sowie irische Musik erweiterte. Weiterhin tritt er regelmäßig mit dem Akkordeonisten Hansi Zeller auf. Zusammen mit Hansi Zeller tritt er auch mit dem „Benton-Trio“ auf.
Seit 2000 arbeitet er beim Projekt „Sound of Islands“ von Willy Astor mit, zu dem auch Titus Vollmer und Martin Kälberer gehören. Mit Willy Astor war er auch im Fernsehen zu sehen.
Kiko Pedrozos Harfenspiel ist auch in den Spielfilmen Die weiße Massai und Nirgendwo in Afrika zu hören.

## Diskografie
- Weihnachtsträume. die schönsten Weihnachtslieder mit Harfe, Oboe, Chor und Orchester. Mit Reinhold Hoffmann, Robert Papst. Papst, München [2002].
- Violin Tales. Kompositionen von Martina Eisenreich. Mit Martina Eisenreich, Wolfgang Lohmeier, Johann Zeller, Stephan Glaubitz. GLM, München 2011.
- Colours of Rhythm. Kompositionen von Wolfgang Lohmeier. Mit Wolfgang Lohmeier, Mulo Francel, Christoph Müller, Martina Eisenreich. GLM, München 2013.

Mitwirkung
- Franz Benton: Dust To Gold. FBR, 1994.
- Franz Benton: Live ’94 – Ungeschminkt. FBR, 1995.
- Willy Astor: Pulsonic – The Sound of Islands – Cosmic Lounge. No, Butyes! (Sony BMG), 2009.